# Теодато Ипато
Теодато Ипато (на италиански: Teodato Ipato) е четвъртият дож на Венецианската република. Управлява от 742 до 755 г.

## Биография
Той е син на убития дож Орсо Ипато, след когото Венеция се управлява пет години от Византия чрез magister militum.
Последният магистър Джовани Фабричиако e ослепен и изгонен; столицата е преместена от Ераклеа в Маламоко и бившият magister militum Теодато е избран за дож. Византия го признава и също, както на баща му, му дава титлата ипат, която летописците прибавят към името му.
След пристигането на франките на Пипин III, Теодато се оказва политически изолиран и неудобен и през 755 г. го постига същата участ като на предшественика му Джовани Фабричиако – той е ослепен и изгонен.